# Llista d'ocells de la Micronèsia
Aquesta llista d'ocells de la Micronèsia inclou totes les espècies d'ocells trobats a la Micronèsia: 225.
Els ocells s'ordenen per ordre i família.

## Procellariiformes

### Diomedeidae
- Phoebastria albatrus
- Phoebastria immutabilis
- Phoebastria nigripes

### Procellariidae
- Pterodroma rostrata
- Pterodroma neglecta
- Pterodroma externa
- Pterodroma cervicalis
- Pterodroma hypoleuca
- Pterodroma nigripennis
- Pterodroma longirostris
- Bulweria bulwerii
- Calonectris leucomelas
- Puffinus carneipes
- Puffinus pacificus
- Puffinus bulleri
- Puffinus griseus
- Puffinus tenuirostris
- Puffinus nativitatis
- Puffinus auricularis
- Puffinus lherminieri

### Hydrobatidae
- Oceanites oceanicus
- Nesofregetta fuliginosa
- Oceanodroma castro
- Oceanodroma leucorhoa
- Oceanodroma matsudairae

## Pelecaniformes

### Phaethontidae
- Phaethon rubricauda
- Phaethon lepturus

### Pelecanidae
- Pelecanus conspicillatus

### Sulidae
- Sula dactylatra
- Sula sula
- Sula leucogaster

### Phalacrocoracidae
- Phalacrocorax sulcirostris
- Phalacrocorax melanoleucos

### Fregatidae
- Fregata minor
- Fregata ariel

## Ciconiiformes

### Ardeidae
- Ardea cinerea
- Ardea alba
- Egretta intermedia
- Egretta garzetta
- Egretta sacra
- Bubulcus ibis
- Butorides striata
- Nycticorax nycticorax
- Nycticorax caledonicus
- Gorsachius goisagi
- Gorsachius melanolophus
- Ixobrychus sinensis
- Ixobrychus eurhythmus
- Ixobrychus flavicollis

## Anseriformes

### Anatidae
- Chen caerulescens
- Branta hutchinsii
- Branta canadensis
- Anas penelope
- Anas americana
- Anas strepera
- Anas crecca
- Anas platyrhynchos
- Anas superciliosa
- Anas acuta
- Anas querquedula
- Anas clypeata
- Aythya ferina
- Aythya valisineria
- Aythya americana
- Aythya fuligula
- Aythya marila

## Falconiformes

### Pandionidae
- Pandion haliaetus

### Accipitridae
- Haliastur indus
- Accipiter soloensis
- Accipiter gularis

### Falconidae
- Falco tinnunculus
- Falco peregrinus

## Galliformes

### Megapodiidae
- Megapodius laperouse

### Phasianidae
- Francolinus francolinus
- Coturnix chinensis
- Gallus gallus

## Gruiformes

### Rallidae
- Rallina fasciata
- Rallina eurizonoides
- Gallirallus philippensis
- Amaurornis olivaceus
- Amaurornis moluccanus
- Porzana tabuensis
- Porzana cinerea
- Porphyrio porphyrio
- Gallinula chloropus
- Fulica atra

## Charadriiformes

### Haematopodidae
- Haematopus ostralegus

### Recurvirostridae
- Himantopus leucocephalus

### Glareolidae
- Glareola maldivarum

### Charadriidae
- Pluvialis fulva
- Pluvialis squatarola
- Charadrius hiaticula
- Charadrius dubius
- Charadrius alexandrinus
- Charadrius mongolus
- Charadrius leschenaultii
- Charadrius veredus

### Scolopacidae
- Gallinago hardwickii
- Gallinago megala
- Gallinago gallinago
- Limosa limosa
- Limosa lapponica
- Numenius minutus
- Numenius phaeopus
- Numenius tahitiensis
- Numenius arquata
- Numenius madagascariensis
- Tringa erythropus
- Tringa totanus
- Tringa stagnatilis
- Tringa nebularia
- Tringa guttifer
- Tringa melanoleuca
- Tringa glareola
- Xenus cinereus
- Actitis hypoleucos
- Actitis macularia
- Heterosceles brevipes
- Heterosceles incanus
- Arenaria interpres
- Calidris tenuirostris
- Calidris canutus
- Calidris alba
- Calidris ruficollis
- Calidris temminckii
- Calidris subminuta
- Calidris melanotos
- Calidris acuminata
- Calidris ferruginea
- Calidris alpina
- Limicola falcinellus
- Tryngites subruficollis
- Philomachus pugnax
- Phalaropus fulicarius

### Stercorariidae
- Stercorarius pomarinus
- Stercorarius longicaudus

### Laridae
- Larus argentatus
- Larus vegae
- Larus ridibundus
- Larus pipixcan

### Sternidae
- Sterna bergii
- Sterna sumatrana
- Sterna hirundo
- Sterna paradisaea
- Sterna albifrons
- Sterna lunata
- Sterna anaethetus
- Sterna fuscata
- Chlidonias hybridus
- Chlidonias leucopterus
- Anous minutus
- Anous stolidus
- Procelsterna cerulea
- Gygis alba

## Columbiformes

### Columbidae
- Columba livia
- Streptopelia bitorquata
- Caloenas nicobarica
- Gallicolumba kubaryi
- Gallicolumba xanthonura
- Gallicolumba stairi
- Ptilinopus porphyraceus
- Ptilinopus roseicapilla
- Ducula oceanica

## Psittaciformes

### Cacatuidae
- Cacatua galerita

### Psittacidae
- Trichoglossus rubiginosus
- Eclectus roratus

## Cuculiformes

### Cuculidae
- Clamator coromandus
- Cuculus hyperythrus
- Cuculus canorus
- Cuculus horsfieldi
- Cacomantis variolosus
- Eudynamys taitensis

## Strigiformes

### Strigidae
- Asio flammeus

## Caprimulgiformes

### Caprimulgidae
- Caprimulgus indicus

## Apodiformes

### Apodidae
- Aerodramus bartschi
- Aerodramus inquietus
- Apus pacificus

## Coraciiformes

### Alcedinidae
- Todirhamphus cinnamominus
- Todirhamphus chloris
- Todirhamphus sanctus

### Meropidae
- Merops ornatus

### Coraciidae
- Eurystomus orientalis

## Passeriformes

### Hirundinidae
- Hirundo rustica
- Petrochelidon nigricans
- Delichon dasypus

### Motacillidae
- Motacilla flava
- Motacilla cinerea
- Anthus cervinus

### Campephagidae
- Coracina tenuirostris

### Turdidae
- Monticola solitarius
- Turdus obscurus
- Turdus naumanni

### Sylviidae
- Locustella lanceolata
- Acrocephalus luscinia
- Acrocephalus syrinx

### Muscicapidae
- Muscicapa griseisticta
- Ficedula narcissina
- Luscinia calliope

### Rhipiduridae
- Rhipidura rufifrons
- Rhipidura kubaryi

### Monarchidae
- Metabolus rugensis
- Monarcha godeffroyi
- Myiagra pluto
- Myiagra oceanica

### Zosteropidae
- Zosterops semperi
- Zosterops hypolais
- Zosterops cinereus
- Zosterops oleagineus
- Rukia ruki
- Rukia longirostra
- Cleptornis marchei

### Meliphagidae
- Myzomela rubratra

### Laniidae
- Lanius cristatus

### Dicruridae
- Dicrurus macrocercus

### Artamidae
- Artamus leucorynchus

### Sturnidae
- Aplonis opaca
- Aplonis pelzelni
- Sturnia philippensis
- Sturnus cineraceus

### Estrildidae
- Erythrura trichroa
- Lonchura punctulata
- Lonchura atricapilla
- Lonchura hunsteini

### Emberizidae
- Emberiza melanocephala

### Passeridae
- Passer montanus[1]